# Erna Brodber
Erna Brodber (Woodside (Saint Mary), 20 april 1940) is een Jamaicaans schrijfster en socioloog. 
Ze schreef baanbrekende boeken die op Jamaica zowel individueel als gemeenschappelijk hebben geholpen een identiteit te vormen. In haar boeken staat de rol van taal in ontwikkeling op de voorgrond en maakt ze innovatief gebruik van het Creools. In 1989 won ze met haar roman Myal de Caribische en Canadese regionale Commonwealth Writers' Prize.
In 2006 werd ze door het Prins Claus Fonds onderscheiden met een Prins Claus Prijs voor haar rolmodel in het uitvoeren van sociaal en cultureel onderzoek naar de geschiedenis van Jamaica, op basis van mondelinge overlevering.
Begin 21e eeuw werkt ze als freelance schrijfster, onderzoekster en docent, onder meer aan de universiteit van Richmond in Virginia.